# Pflugerville
Pflugerville és una població dels Estats Units a l'estat de Texas. Segons el cens del 2005 tenia 27.531 habitants.

## Demografia
Segons el cens del 2000, Pflugerville tenia 16.335 habitants, 5.146 habitatges, i 4.425 famílies. La densitat de població era de 556,2 habitants/km².
Dels 5.146 habitatges en un 56,4% hi vivien nens de menys de 18 anys, en un 72,4% hi vivien parelles casades, en un 10,4% dones solteres, i en un 14% no eren unitats familiars. En el 10,1% dels habitatges hi vivien persones soles l'1,7% de les quals corresponia a persones de 65 anys o més que vivien soles. El nombre mitjà de persones vivint en cada habitatge era de 3,15 i el nombre mitjà de persones que vivien en cada família era de 3,39.
Per edats la població es repartia de la següent manera: un 34,6% tenia menys de 18 anys, un 6% entre 18 i 24, un 38,8% entre 25 i 44, un 16,9% de 45 a 60 i un 3,7% 65 anys o més.
L'edat mediana era de 32 anys. Per cada 100 dones de 18 o més anys hi havia 93,6 homes.
La renda mediana per habitatge era de 71.985 $ i la renda mediana per família de 73.629 $. Els homes tenien una renda mediana de 49.989 $ mentre que les dones 32.188 $. La renda per capita de la població era de 26.226 $. Aproximadament l'1,7% de les famílies i l'1,7% de la població estaven per davall del llindar de pobresa.

## Poblacions més properes
El següent diagrama mostra les poblacions més properes.